# でんでらりゅう
「でんでらりゅう」は、日本の長崎県に伝わる童歌（わらべうた）のひとつ。
でんでらりゅうが、でんでらりゅうばともいう。

## 歌詞
でんでらりゅうば　でてくるばってん
でんでられんけん でーてこんけん
こんこられんけん こられられんけん
こーんこん

### 漢字表記
出ん出らりゅうば　出て来るばってん
でん出られんけん 出て来んけん
来ん来られんけん 来られられんけん
こーん来ん

### 共通語訳
出て行けるものであれば、そちらに出て行くけれど
出られないので、出て行けないので
そちらに行けないので、行けないので
そちらには行きません、行きません
（長崎弁では「来る」を標準語の「行く」の意味でも用いる。）

## 概要
もともとは長崎県内に伝わる童歌。一説には長崎の丸山遊女の歌とも。
長崎くんちの出し物「本踊」や「阿蘭陀万才」でも使われている。
その他の使用例は以下の通り。
- 1977年2月5日発売のレコード「デンデラリュウ」。フォーク歌手「屋台のおっちゃん」が現代風にアレンジした歌詞・曲を追加（作詞・作曲：前田良一）[1]。
- 1984年から、文明堂総本店（カステラ製造・販売）のローカルCM「でん出らりゅう 編」に登場。
- 2004年1月17日公開の映画『解夏』。主演の大沢たかおがこの歌を口ずさむ。
- 2006年4月5日発売のさだまさしが長崎弁を使って作詞したラップ曲「がんばらんば」内に登場[2]。
- 2006年10月25日発売のサントラCD『NHKにほんごであそぼ〜うたCD〜』に収録。NHK教育テレビ『にほんごであそぼ』に登場。
- 2009年9月30日発売のカペラッテのオリジナルCD『風のきおく』に収録。女声３声によるア・カペラ演奏。
- 2010年11月17日発売の福山雅治のベスト・アルバム『THE BEST BANG!!』（初回限定盤のみ）に収録。稲佐山ライブ（2009年、2015年）と道標ライブの入場曲に使用。
- 2012年2月1日放送開始のトヨタ自動車パッソのCMに登場。仲里依紗が手振り付きで歌い、川口春奈がその後加わり一緒に歌う[3]。
- 2022年9月14日発売の風神RIZING!（長崎出身という設定のキャラクターによるロックバンド）のアルバム『ピース!』に収録された楽曲「SunRize 〜黄金の太陽〜」内に登場。作詞・作曲は長崎出身の氏原ワタル[4]。
- 2023年12月7日発売のばってん少女隊のニューシングル「ヒナタベル」のカップリング曲として「でんでらりゅーば！」収録。作詞：Daoko、作曲：GuruConnect

本曲をモチーフとして製作された創作絵本に以下の作品がある。
- 『おんぼろヨット』（作：長谷川集平、絵：村上康成、ブックローン出版、1987年。ISBN 4892389536 / ISBN 978-4892389535）
- 『でんでら竜がでてきたよ』（作：小野里宴、絵：伊藤英一、理論社、1995年。ISBN 4652002327 / ISBN 978-4652002322）
- 遊び方はまず人差し指と親指をくっつけて次は親指と薬指をくっつけて次は中指と親指をくっつけてさいごに親指と小指をくっつけてでんでらりゅうばの歌詞に合わせる最後にコンコンと狐の形になればOK

### 派生
福岡県久留米市には、でんでらりゅうに類似した「でんでらるんなら」という手まり歌が残る。歌詞は下記の2種類がある。
- でんでらるんなら 出てくるばってん
でんでらるんけん こんけん
こんこられんけん こらえてはいよんか

- 一、二、三ちゃん ようきたの いつ来たの 六日の晩
でんでらるんなら でてくるばってん でんでられんけん
でてこんけん こんこられんけん こーんこん